# 3659 Bellingshausen
3659 Bellingshausen è un asteroide della fascia principale. Scoperto nel 1969, presenta un'orbita caratterizzata da un semiasse maggiore pari a 2,5292243 UA e da un'eccentricità di 0,1195104, inclinata di 3,43914° rispetto all'eclittica.
L'asteroide è dedicato all'esploratore e militare russo Fabian Gottlieb von Bellingshausen.